# Giovanni da Legnano

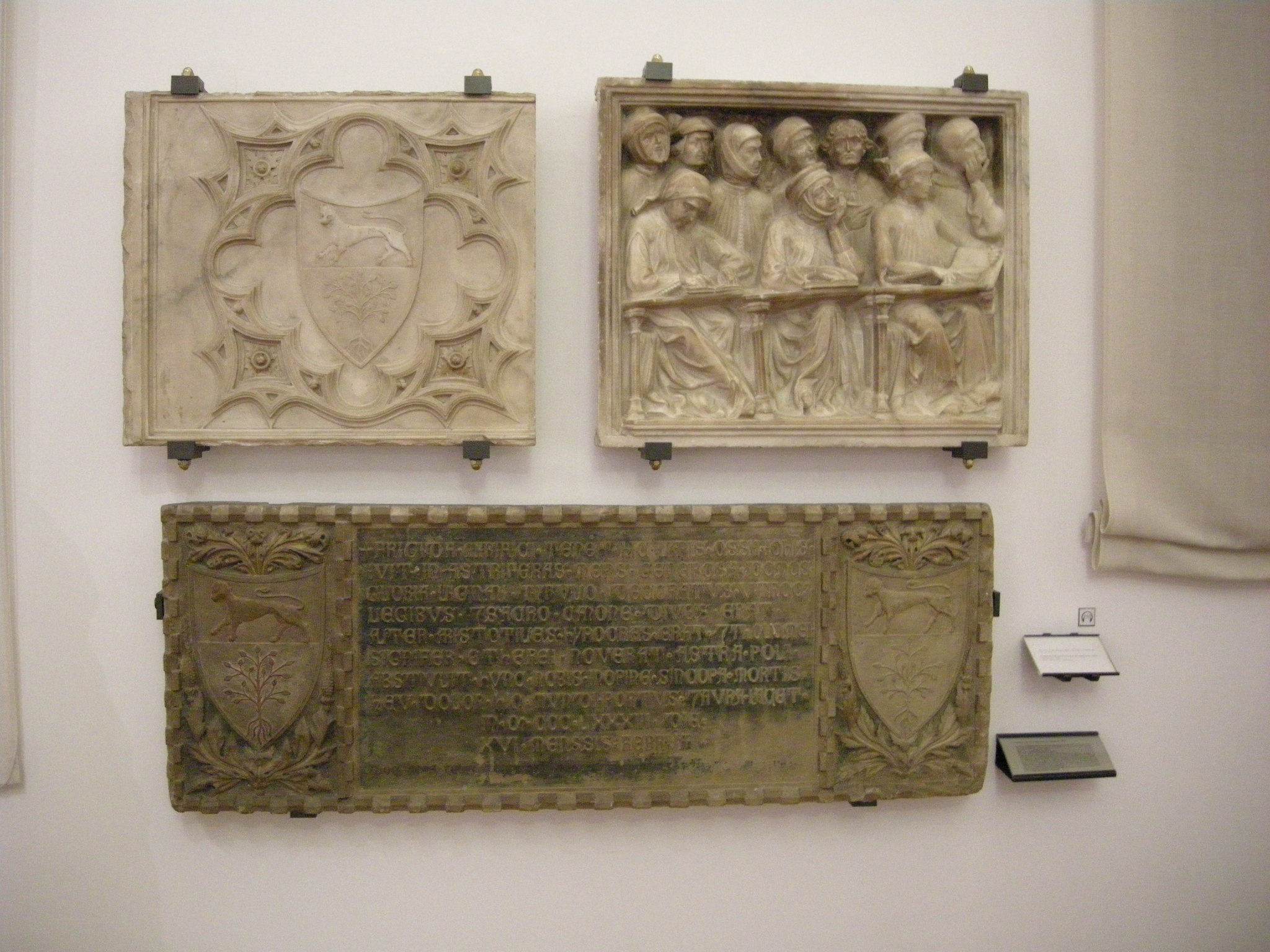
Fragmente des Sarkophags von Giovanni da Legnano im Museo civico medievale von Bologna, geschaffen von Pierpaolo dalle Masegne und seinem Bruder Jacobello.

Giovanni da Legnano, eigentlich Giovanni Oldrendi (* um 1320 in Mailand; † 16. Februar 1383 in Bologna), gelegentlich auch Johannes de Legnano genannt, war ein italienischer Jurist, Militärtheoretiker und Kirchenrechtler an der Universität Bologna. Er war ein enger Vertrauter mehrerer Päpste und verfasste mit der Schrift „Tractatus de Bello, de Represaliis et de Duello“, in der er sich mit Fragen des Krieges, der Militärtaktik und den im Kriegsfall geltenden Rechtsnormen auseinandersetzte, ein rechts- und militärhistorisch bedeutsames Werk.

## Leben

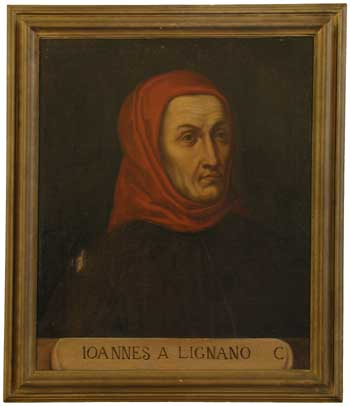
Giovanni da Legnano

Giovanni da Legnano wurde um 1320 in Mailand geboren. Er studierte zunächst Philosophie, Artes liberales, Medizin und Astrologie, sowie anschließend in Bologna die Rechte. 1350 ist er erstmals als Doctor legum belegt. Ein Jahr später wurde er als Doctor iuris utriusque („Doktor beider Rechte“, also sowohl des weltlichen Zivilrechts als auch des kanonischen Rechts) an die Universität Bologna berufen, einige Jahre später folgte die Beförderung auf den Lehrstuhl für kanonisches Recht. Darüber hinaus war er eng befreundet mit den Päpsten Urban V. und Gregor XI. sowie einer der profiliertesten Unterstützer von Papst Urban VI. während des Abendländischen Schismas. Wegen dieser Beziehungen wurde er von Bologna ab 1358 mehrfach als Unterhändler der Stadt nach Rom geschickt. 1368 verlieh ihm Karl IV. die Pfalzgrafenwürde. Gregor XI. ernannte ihn 1377 erstmals zum päpstlichen Vikar von Bologna.
Zu den bekanntesten Veröffentlichungen von Giovanni da Legnano zählte die um 1360 erschienene Schrift „Tractatus de Bello, de Represaliis et de Duello“ („Abhandlung über den Krieg, über Repressalien und über das Duell“), die als Frühwerk in der Entwicklungsgeschichte des modernen humanitären Völkerrechts angesehen wird. Das dem Kardinal Aegidius Albornoz gewidmete Werk gilt als der erste umfassende Versuch, sich im Abendland mit dem Wesen des Krieges und dessen vielfältigen Aspekten auseinanderzusetzen. Giovanni da Legnano ging darin auf Themen wie Voraussetzungen für Kriege, Kriegsführung, Militärtaktik, Söldnerwesen und Kriegsgefangenenrecht ein. Weitere Werke von ihm sind unter anderem „Somnium sive tractatus de principatu“ (1372) über Zivil- und kanonisches Recht, „De Iuribus ecclesiæ in civitatem Bononiæ“ (1376) über das Recht in Bologna sowie die zwischen 1378 und 1380 schrittweise entstandene Schrift „De fletu ecclesiæ“ zur Verteidigung der Wahl von Urban VI. zum Papst.
Giovanni da Legnano starb 1383 in Bologna und stand zum Zeitpunkt seines Todes in hohem Ansehen. In seinem Testament hinterließ er eine Stiftung für arme Studenten aus seiner Geburtsstadt Mailand für ein Studium an der Universität Bologna und vermachte sein Haus der Universität für den Fall, dass seine männliche Erbfolgelinie erlöschen sollte. Sein Schüler Cosimo dei Migliorati wurde rund 20 Jahre nach dem Tod von Legnano unter dem Namen Innozenz VII. zum Papst gewählt.